# Avro Lancaster
Авро 683 Ланкастер (англ. Avro 683 Lancaster) — британський важкий чотиримоторний бомбардувальник, який перебував на озброєнні Королівських ВПС. Разом з попередником, «Галіфаксом», був основним важким бомбардувальником Королівських ВПС під час Другої світової війни.
Перший бойовий виліт здійснив у березні 1942 року. «Ланкастер» став найвідомішим і найрезультативнішим нічним бомбардувальником Другої світової війни, здійснивши понад 156 тисяч бойових вильотів і скинувши понад 600 000 тонн бомб. Також мав інші застосування, зокрема, нанесення точних ударів вдень, доставку надважких бомб «Толлбой» та «Гранд слем». Велику популярність здобув після бомбардування гребель у долині Рура в 1943 році під час операції «Велика прочуханка».

## Розробка
«Ланкастер» є подальшим розвитком конструкції двомоторного середнього бомбардувальника «Манчестер». «Манчестер» з бомбовим навантаженням в 4695 кг можна віднести до важких бомбардувальників, але встановлені на ньому двигуни «Роллс-Ройс Валчер», і які дозволяли йому нести таке бомбове навантаження, мали низьку надійність, а наявність всього двох двигунів не дозволяла літаку повернутись на базу при відмові одного з них. Головний конструктор фірми «Авро» Рой Чадвік, ще до початку виробництва «Манчестерів», запропонував оснастити машину чотирма надійнішими, але менш потужними двигунами «Роллс-ройс Мерлін» X і крилом збільшеного розмаху, зберігши старий фюзеляж. Новий літак отримав позначення Авро Тип 683.
9 січня 1941 року льотчик-випробувач Х. Торн підняв в повітря прототип з бортовим номером BT308, який в вересні було передано в 44-у ескадрилью ВПС для навчання. Літак показав набагато кращі характеристики, ніж його попередник, і було спроектовано ще два прототипи — з двигунами «Роллс-ройс Мерлін XX» і Bristol Hercules VI. Перший з двох, який піднявся в повітря 13 травня 1941 року, було вирішено запустити в серійне виробництво. Хвостове оперення прототипу було запозичене в «Манчестера», мало три кіля, пізніше воно було замінено на двокілеве, з яким літак і пішов в серію. За зразком «Ланкастера» так само було змінено і хвостове оперення «Манчестера», виробництво якого стрімко згорталося з початком виробництва «Ланкастера». Зокрема деякі не завершені «Манчестери» були перероблені на складальних лініях в «Ланкастери».
Перший серійний «Ланкастер Mk.I» з початкового замовлення в 1070 літаків був завершений 31 жовтня 1941 року на заводі Avro в Чаддертоні. Згодом, через збільшення замовлення, серійне виготовлення також почалося почалося на заводах фірм Vickers-Armstrongs в Честері, Armstrong Whitworth в Ковентрі, Metropolitan-Vickers в Манчестері та Austin Motor Company в Лонгбріджі, Бірмінгемі. За кордоном «Ланкастер» виготовлявся в Канаді, на заводі Victory Aircraft в Мальтоні, Онтаріо. Спочатку літак вважався однією з модифікацій «Манчестера» і позначався як Манчестер III, пізніше він отримав власне ім'я «Ланкастер». Серійне виробництво було повністю згорнуте тільки 2 лютого 1946 року, і до цього часу в Британії і Канаді було виготовлено 7737 літаки.
Інтенсивне виробництво «Ланкастерів » потребувало інтенсивного виробництва двигунів «Роллс-ройс Мерлін XX», тому було видано дозвіл на ліцензійне виробництво останніх на заводах Packard в США. А також почались дослідження можливості встановлення інших типів двигунів, зокрема радіальних Bristol Hercules VI. Прототип з цим двигуном, «Ланкастер Mk.II», вперше піднявся в повітря 26 листопада 1941 року і результати випробувань виявились задовільними і модифікація була запущена в серійне виробництво на заводі Armstrong Whitworth в Ковентрі в травні 1942 року. Повітряний наліт на завод затримав виробництво на чотири місяці і перші серійні «Ланкастери Mk.II» були готові тільки в вересні 1942 року. Через гірші льотні характеристики, менше бомбове навантаження і для стандартизації виробництва виробництво Mk.II було припинено після 300 літака.

## Опис конструкції

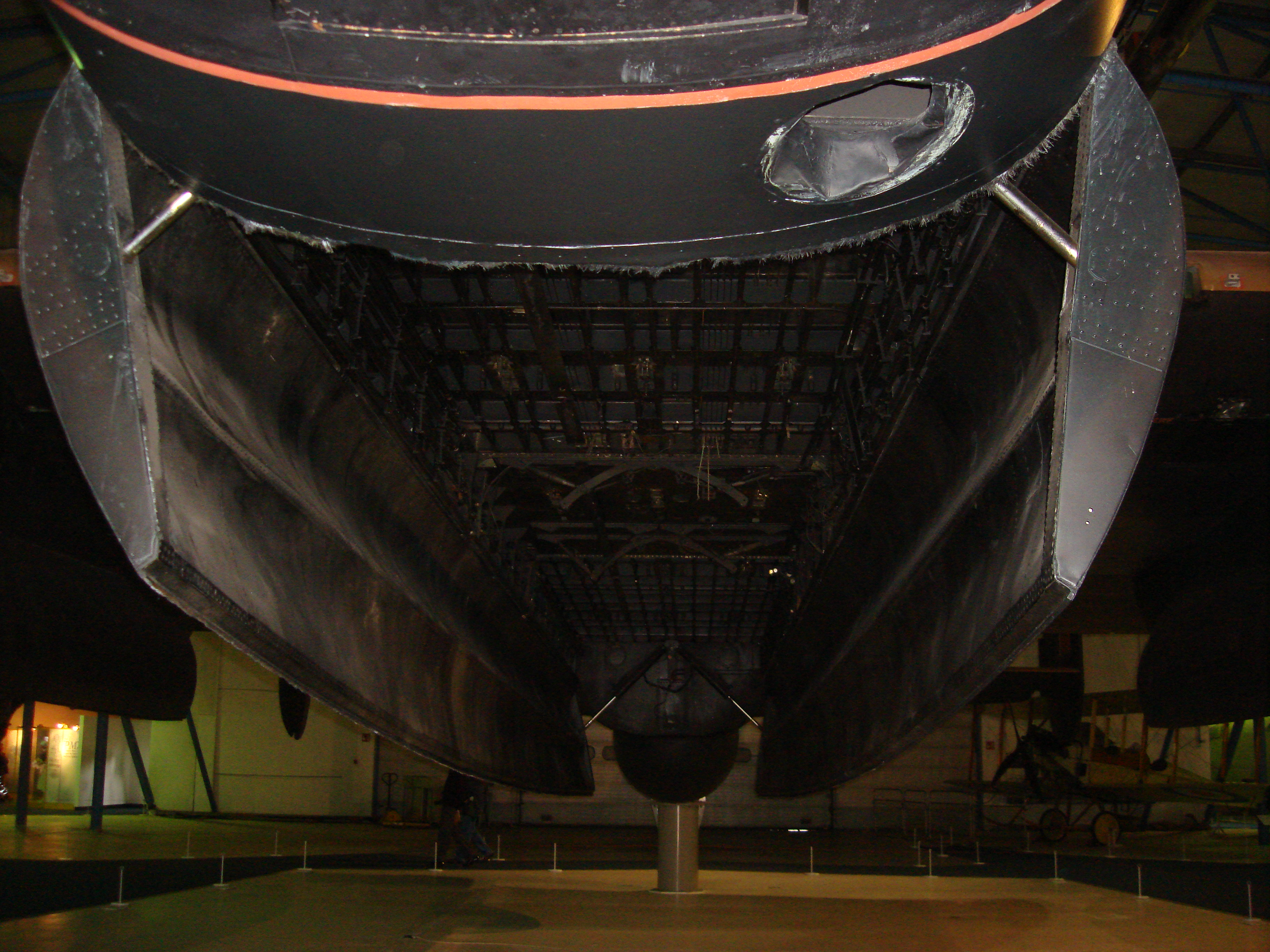
Бомбовий відсік «Ланкастера»

«Авро Ланкастер» — чотиримоторний вільнонесний суцільнометалевий середньоплан з овальним перетином фюзеляжу. Літак збирався з 36 окремих модулів, що мали алфавітно-цифрове позначення, що спрощувало його виробництво. Фюзеляж — клепаний напівмонокок, складався з п'яти модулів, які збиралися між собою болтами. Передній (D1) містив в собі кабіну бомбардира і передню стрілецьку башту, наступний D2 — кабіну пілотів і передню частину бомбового відсіку, F1 виконувався разом з центропланом і складався з кабіни штурмана, радиста і основної частини бомбового відсіку, до D3 кріпилась верхня стрілецька башта, і хвостовий модуль D4 був призначений для установки стабілізатора, хвостового колеса і задньої стрілецької башти. Для транспортування фюзеляж міг розбиратися на 3 частини. Бомбовий відсік довжиною 10.05 м, що дістався від «Манчестера» закривався двома стулками за допомогою гідравліки. Уздовж усього фюзеляжу був прохід, що дозволяло надати допомогу при пораненні членів екіпажу і забезпечувало взаємозамінність.
Крило також складалося з п'яти модулів — центрального, інтегрованого з фюзеляжем, двох внутрішніх секцій з внутрішніми двигунами, і двох зовнішніх консолей зі своїми двигунами. Крило — двохлонжеронне, з працюючою обшивкою. Закрилки — двосекційні, по секції на внутрішній і зовнішній консолях, з металевою обшивкою і гідроприводом. Внутрішні секції закрилків відхилялися разом із задньою частиною мотогондол. Елерони з полотняною обшивкою, оснащені тримерами. Хвостове оперення — двокілеве з кілями овальної форми, стабілізатор — дволонжеронний. Рулі висоти і напряму з металевою обшивкою і мали вагову і аеродинамічну компенсацію.
Шасі триопорне, з хвостовим колесом. Основні стійки прибиралися гідроприводом назад-вгору в мотогондоли внутрішніх двигунів і після прибирання повністю закривалися стулками. Амортизація — мастильно-повітряна, гальма пневматичні. Хвостова стійка — не прибиралась, створений нею при польоті додатковий опір компенсувався меншою вагою через відмову від приводу.

## Основні модифікації

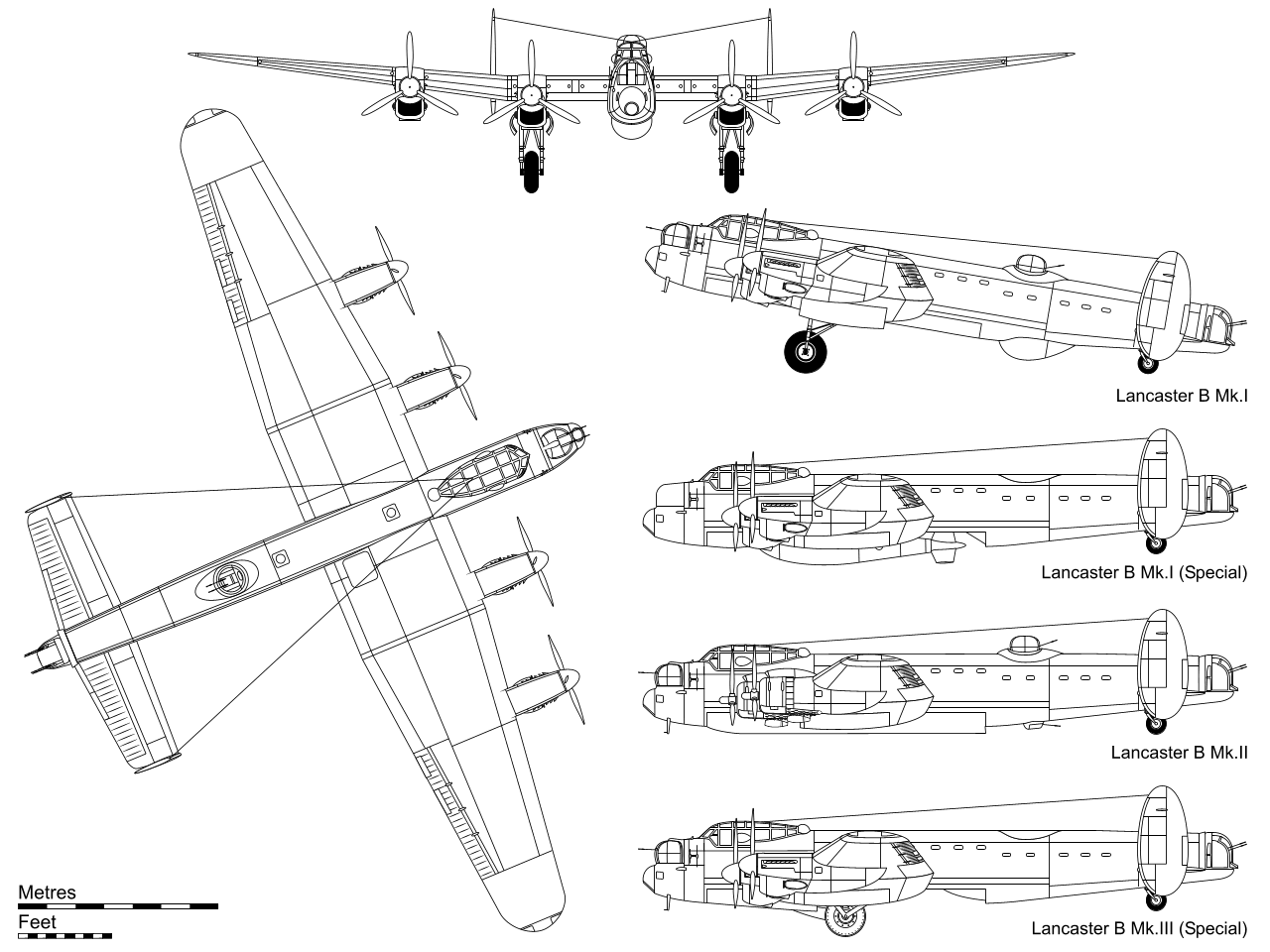

- Mk.I. — перший серійний варіант оснащений двигунами Rolls-Royce Merlin XX (пізніше моделями 22 і 24). У верхній і носовій турелі розміщувалось по два 7.7 мм кулемета Browning М1919, у хвостовій — ще чотири. На деяких екземплярах також встановлювалась нижня турель з ще двома кулеметами. Нормальне бомбове навантаження — 3630 кг, в літаках зі збільшеним бомбовим відділом — 5443. Загалом було виготовлено 3440 літаків.
  - Mk.I Special — Mk.I. пристосований для підвішування бомби «Гранд слем» (9979 кг). Для цього з літака прибрали носову і верхню турелі, а також ворота бомболюка. Також було посилено шасі.
  - PR Mk.I. — Mk.I. в варіанті фоторозвідника.
  - FE Mk.I. — Mk.I. пристосований для використання на Тихоокеанському театрі бойових дій.
- Mk.II. — оснащувався двигунами Bristol Hercules VI (перші 27 літаків) або Bristol Hercules XVI (решта). В нижній вогневій точці було встановлено один кулемет. Міг переносити 6351 кг бомб, але мав погані висотні характеристики, тому було виготовлено тільки 300 літаків.
- Mk.III. — оснащувався двигунами Rolls-Royce Merlin 28/38/224 виготовленими на фірмі Packard. Також відрізнявся збільшеною "бульбашкою" бомбардира в носі знизу. Загалом випущено 3039 літаків.
  - Mk.III Special — пристосований для підвішування бомби «Гранд слем».
  - ASR Mk.III. — літак берегової охорони для пошукових дій.
  - MR Mk.III. — морський патрульний варіант.
- Mk.VI. — варіант з двигунами Rolls-Royce Merlin 85/87 потужністю 1635 к.с. Було конвертовано сім літаків, які використовувались для тестувань. Серійно не виготовлявся.
- Mk.VII. — в верхній башті замість 7,7 мм кулеметів встановлено 12,7 мм. Виготовлено 180 літаків.
  - FE Mk.VII. — Mk.VII. пристосований для використання на Тихоокеанському театрі бойових дій.
- Mk.X. — аналог Mk.III., що виготовлявся в Канаді. Мав 12,7 мм кулемети в верхній башті. Виготовлено 430 літаків в різних модифікаціях:
  - Mk.X. S — «стандартні» бомбардувальники.
  - Mk.X. BR — розвідувально-бомбардувальний варіант
  - Mk.X. AR/Mk.X. P — розвідник
  - Mk.X. MR — морський розвідник
  - Mk.X. SAR — модифікація для пошуково-рятувальних операцій
  - Mk.X. N — для навчання екіпажів
  - Mk.X. DC — для буксирування мішеней

## Бойове застосування

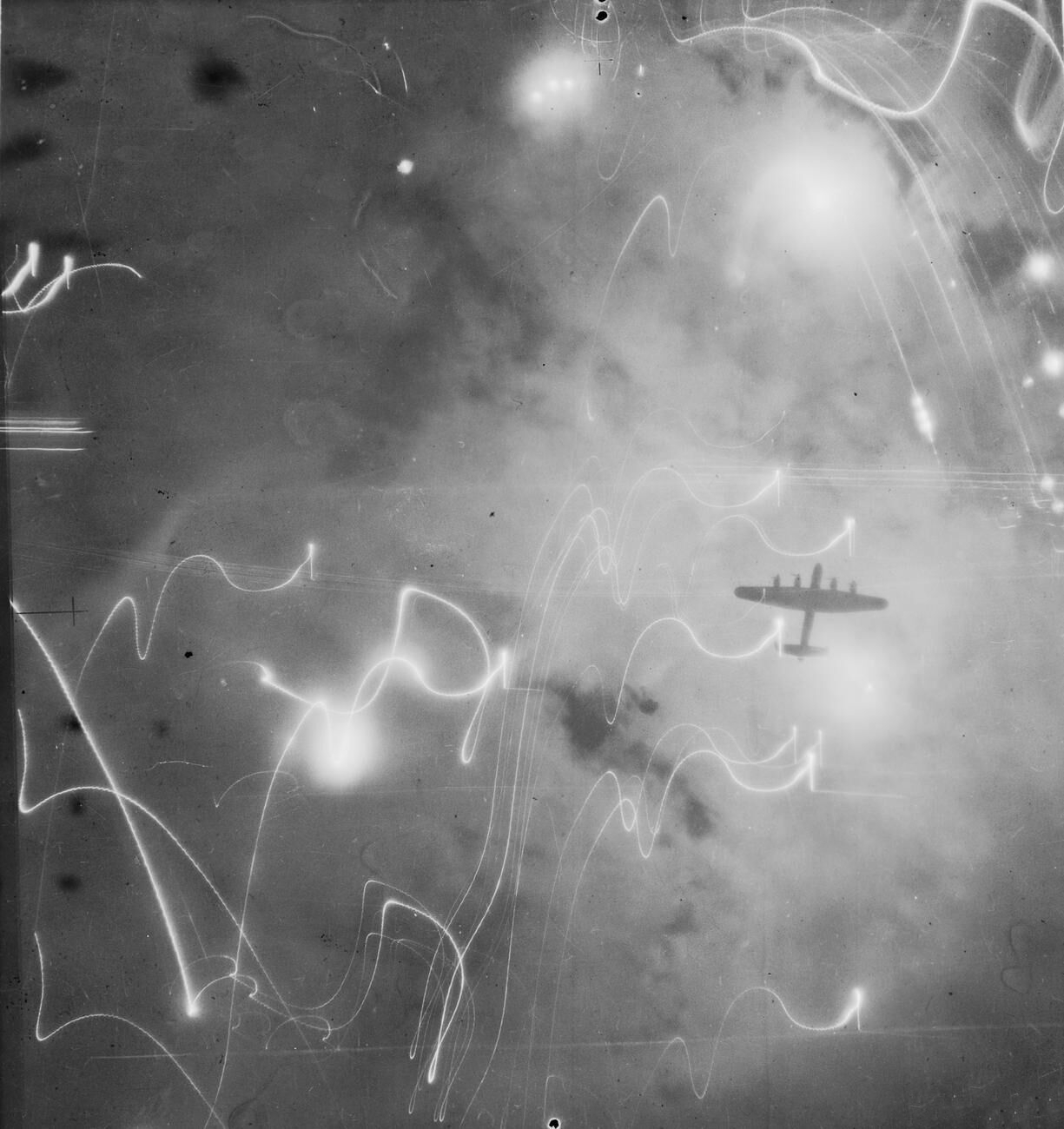
«Ланкастер» над Гамбургом, ніч 30/31 січня 1943 року

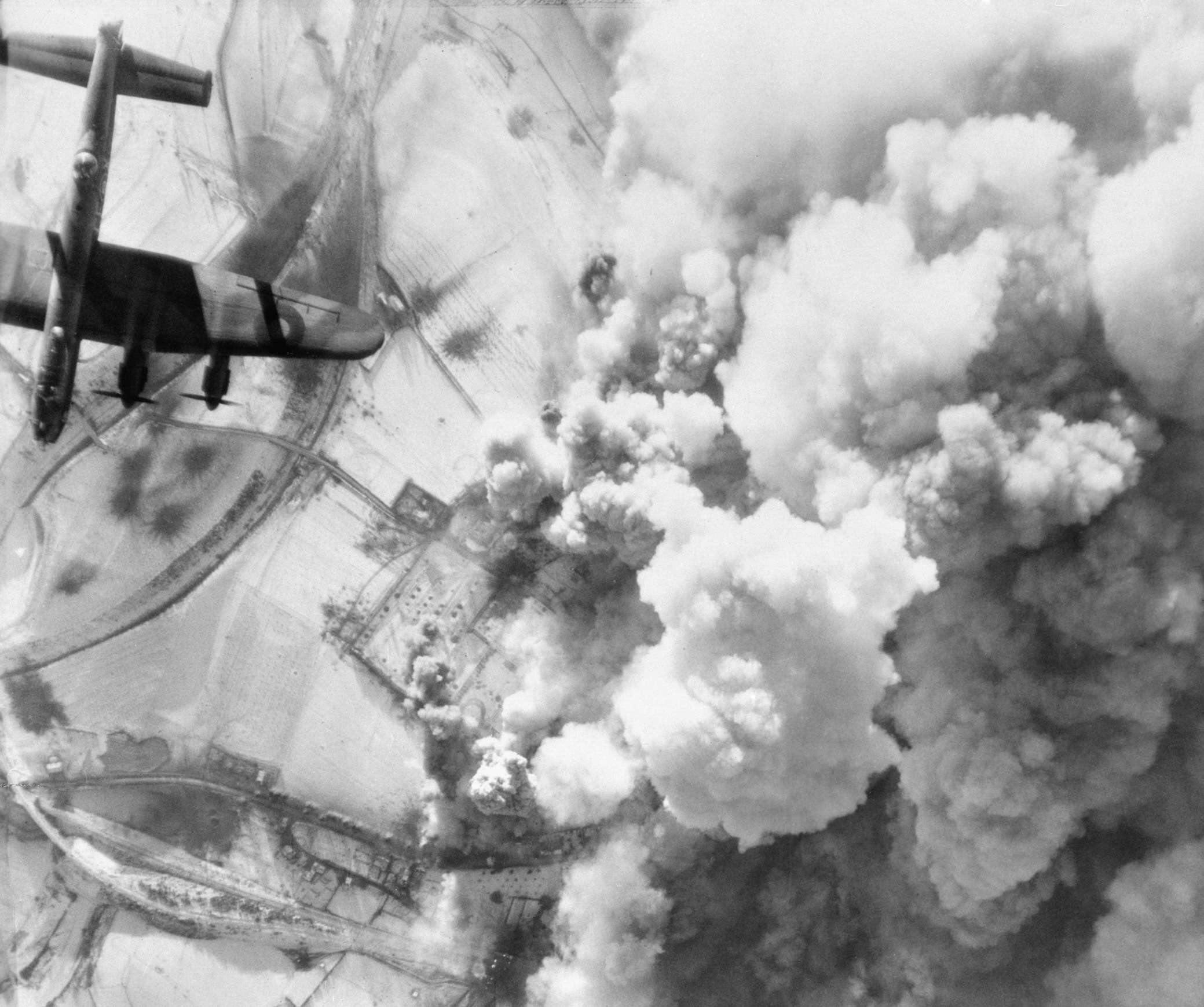
Атака «Ланкастерами» Санкт-Віт, Бельгія, 26 грудня 1944 року

### Друга світова війна
Перша ескадрилья, що отримала на озброєння «Ланкастери», стала 44-а ескадрилья, слідом за нею 97-МА ескадрилья, всього до кінця війни діяло 55 ескадрилей. Перший бойовий виліт «Ланкастери» зробили 2 березня 1942 року, під час якого літаки 44-ї ескадрильї замінували Гельголандську бухту. Дебют «Ланкастера» в ролі бомбардувальника відбувся вночі 10-11 березня під час нальоту на Ессен в якому взяли участь «Ланкастери» обох ескадрилей.
З прийняттям на озброєння важких чотиримоторних добре захищених бомбардувальників, бомбардувальне Командування вирішило відновити денні рейди, які воно було змушене припинити через великі втрати двомоторних бомбардувальників. 17 квітня 1942 року 12 літаків 44-ї та 97-ї ескадрилей провели денний наліт на завод MAN, який виготовляв дизельні двигуни для підводних човнів. 4 літаки були втрачені ще на шляху до цілі, ще 3 були збиті на зворотному шляху, а решта 5 машин були пошкоджені. Незважаючи на втрати, денні рейди продовжували здійснюватись, останній з них відбувся 17 жовтня 1942 року, коли 90 «Ланкастерів» відбомбилися по заводу Шнейдера в Ле-Крезо. В цій операції був втрачений лише один літак. 31 травня 1942 року 73 «Ланкастера» з чотирьох ескадрилей брали участь в нальоті «1000 бомбардувальників» на Кельн.
Незважаючи на високий рівень втрат від німецької ППО під час денних нальотів, бомбардувальне Командування змушене було продовжувати їх через низьку ефективність нічних бомбардувань — за даними розвідки лише 50 % скинутих бомб падало в районі цілі, крім того, три екіпажі з чотирьох навіть не були впевнені в тому, що вони виявили ціль. Коли в серпні 1942 року почала бойові дії 8-а Повітряна Армія ВПС США, озброєна більш захищеними «літаючими фортецями» Б-17, то це дозволило Королівським ВВС зосередиться на нічних рейдах проти Німеччини.

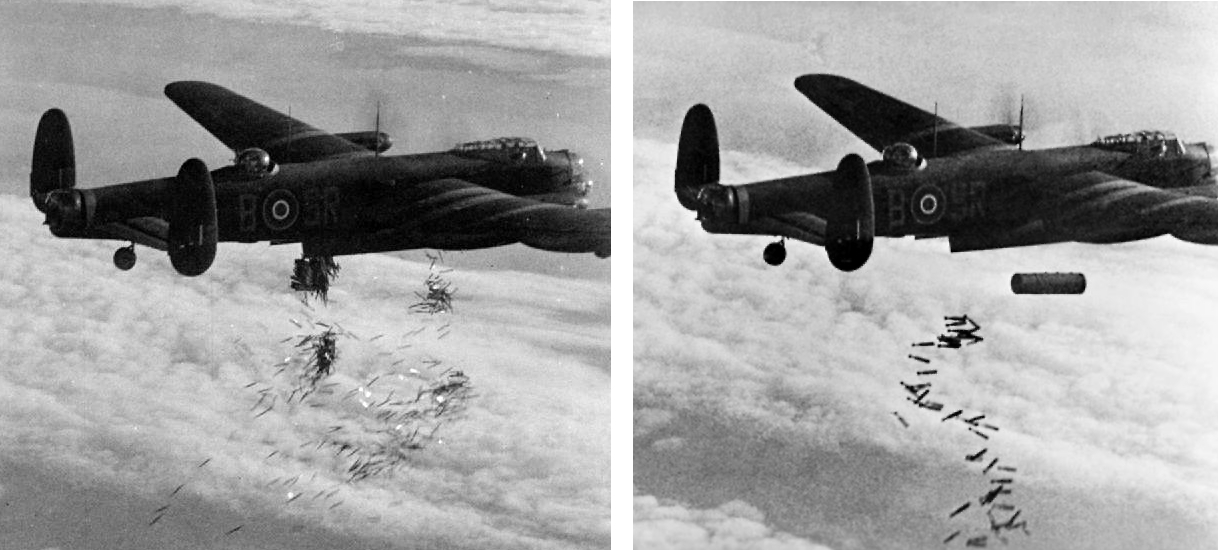
«Ланкастер» 202-ї ескадрильї скидає бомби. На першому кадрі скидання смужок фольги для створення радіоперешкод.

17 січня 1943 року в нальоті на Берлін брали участь 190 Ланкастерів, а з березня почалась битва за Рур — нальоти на промислові об'єкти Третього Рейху, в якому в основному використовувались чотиримоторні бомбардувальники. 25 липня в нальоті на Гамбург було використано 353 «Ланкастерів», в цьому нальоті вперше було використано смужки фольги в якості пасивних перешкод для ворожих радарів. Загалом «Ланкастери» брали участь майже в усіх нальотах авіації союзників на німецькі об'єкти.
Перед висадкою в Нормандії, основні удари було перенесено на об'єкти інфраструктури в Франції, а після висадки — по укріплених районах німецьких військ. З серпня 1944 року «Ланкастери» відновили масовані нальоти на Німеччину.
Окрім звичайних бомбових ударів, «Ланкастери» використовувались і для спеціальних завдань. Зокрема, 101-ша ескадрилья мала на озброєнні «Ланкастери» з апаратурою для створення активних перешкод в німецьких системах наведення. 17 травня 1943 року «Ланкастери» 617-ї ескадрильї спеціально обладнані для використання «стрибаючих бомб» знищили дамби гідроелектростанцій під час операції «Частайз» Для цього дверцята бомбового відсіку були зняті, а під крилами встановлені прожектори, світло яких перетиналось на висоті 18,3 метра - з якої мали скидатись бомби. 617-та ескадрилья після цього постійно оснащувалась особливими бомбами: 12 листопада 1944 року з використанням бомб «Толлбой» потопила німецький лінкор «Тірпіц», а з березня 1945 року почала використовувати бомби «Гранд слем»
Останньою бойовою операцією «Ланкастерів» стало бомбардування сховищ палива в норвезькому порту Тенсберг 26 квітня 1945 року. В цьому нальоті також була остання бойова втрата — німецький винищувач Ju 88 підбив «Ланкастер» 463-ї «канадської» ескадрильї, але останній зміг долетіти до Швеції.
В 1945 році переобладнаними «Ланкастерами» було оснащено вісім ескадрилей, що мали брати участь в війні проти Японії, але жодних нальотів вони так і не здійснили.
Всього за роки війни з побудованих 7377 машин було втрачено (на землі і в повітрі) 3349. При цьому було здійснено 156308 бойових вильотів, що дає 2,2 % втрат — найменший відсоток з усіх британських бомбардувальників. За цей час «Ланкастери» скинули 608 612 тонн бомб, не враховуючи запальних.

### Подальше використання

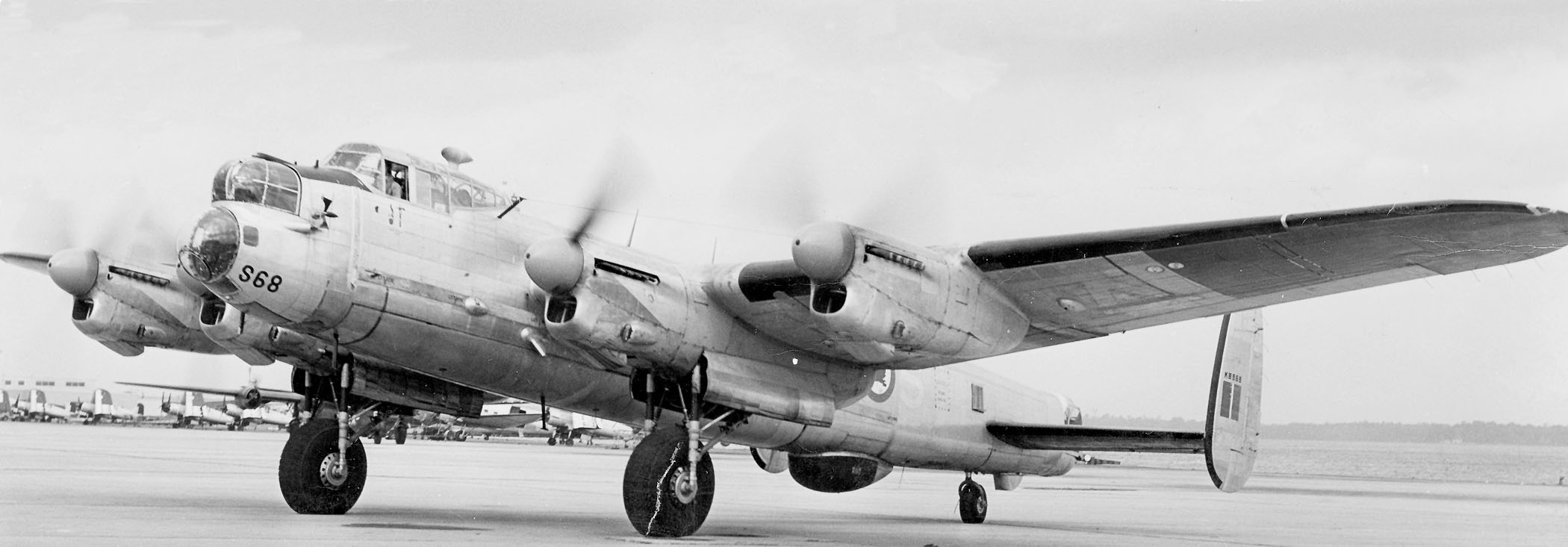
Канадський розвідувальний «Ланкастер», 1953 рік.

В ВПС Великої Британії «Ланкастери» були порівняно швидко замінені на сучасніші «Лінкольни», і американські B-29. В 1947 році все ще залишалось 12 ескадрилей оснащених «Ланкастерами», а в 1950 році, остання з них — 49-та, теж перейшла на «Лінкольни».
Дещо довше використовувались «Ланкастери» в ВПС Канади. В 1946 році в них все ще залишалось близько 230-ти літаків, які використовувались для різноманітних цілей.
Два «Ланкастери» які брали участь в нальоті на «Тірпіц», були змушені сісти на територію Радянського союзу, де були інтерновані, і використовувались як транспортні для потреб ВМС.
В 1948 році 15 «Ланкастерів» було закуплено Аргентиною, в авіації якої вони використовувались до 1966 року. В 1950 році, 9 «Ланкастерів» закупив Єгипет. В 1952 році 59 літаків було передано Франції, де вони використовувались як патрульні і рятувальні.

## Збережені літаки
Збереглось 17 майже повністю укомплектованих літаків, два з них придатні для польотів. Один з цих літаків знаходиться у Великій Британії, а другий в Канаді.

## Тактико-технічні характеристики

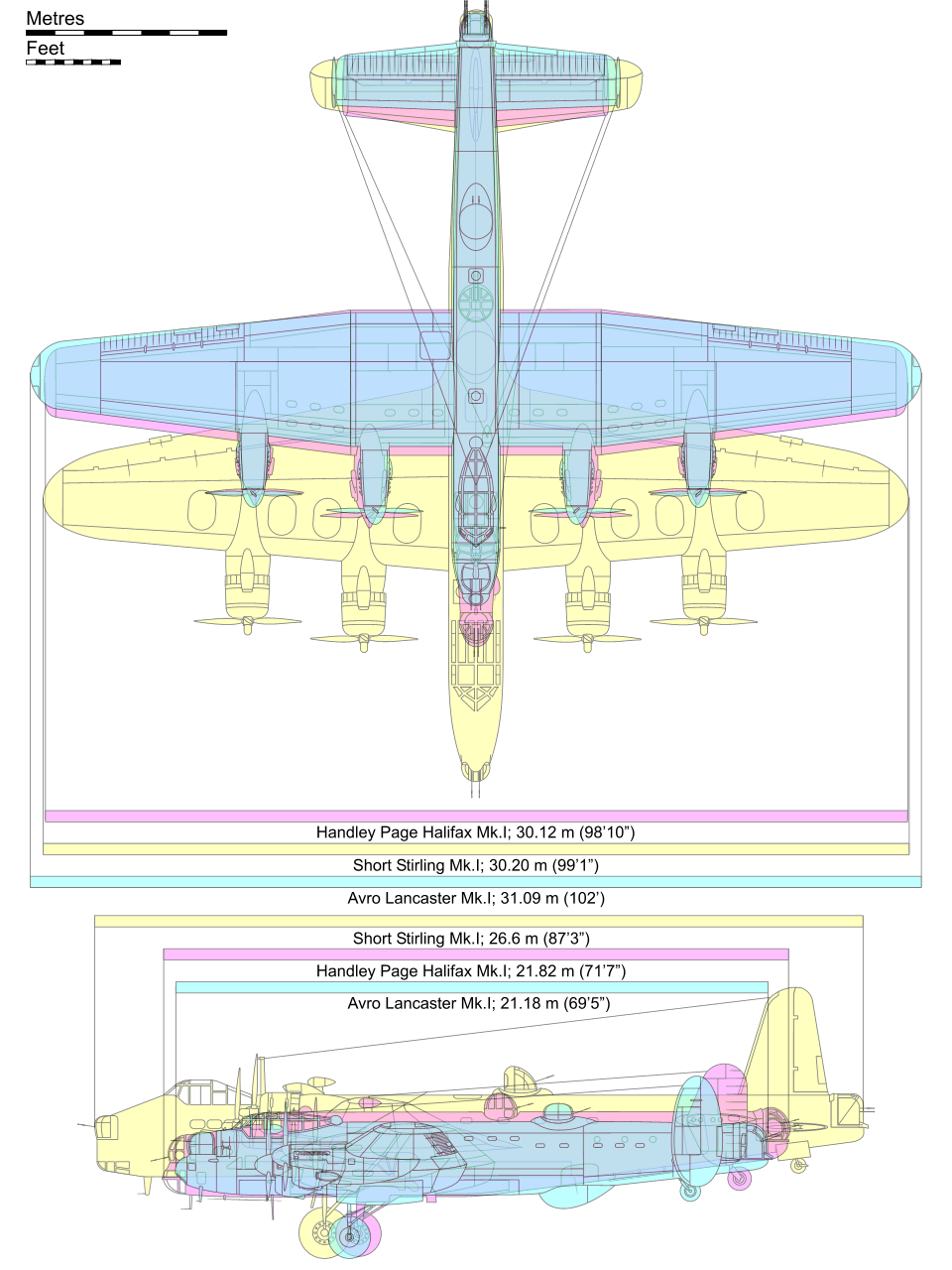
- Канарковий— «Шорт Стірлінг»
- Голубий— «Ланкастер»
- Геліотроп— «Галіфакс»

### Технічні характеристики
|                         | Mk.I                            | Mk.II                    | Mk.III                       |
| ----------------------- | ------------------------------- | ------------------------ | ---------------------------- |
| Екіпаж                  | 7-8 осіб                        | 7-8 осіб                 | 7-8 осіб                     |
| Довжина                 | 21,34 м                         | 21,34 м                  | 21,34 м                      |
| Висота                  | 6,19 м                          | 6,19 м                   | 6,19 м                       |
| Розмах крил             | 31,09 м                         | 31,09 м                  | 31,09 м                      |
| Площа крил              | 120,8 м²                        | 120,8 м²                 | 120,8 м²                     |
| Маса пустого            | 16 753 кг                       | 16 560 кг                | -                            |
| Максимальна злітна маса | 28 576 кг                       | 28 602 кг                | 32 658 кг                    |
| Двигуни                 | 4 × Rolls-Royce Merlin XX/22/24 | 4 × Bristol Hercules XVI | 4 × Rolls-Royce Merlin 28/38 |
| Потужність              | 2 × 1280 к. с.                  | 4 × 1735 к.с.            | 4 × 1640 к.с.                |
| Максимальна швидкість   | 416 км/г                        | 426 км/г                 | 462 км/г                     |
| Операційна дальність    | 4070 км з 3178 кг бомб          | -                        | 2494 км з 5443 кг бомб       |
| Практична стеля         | 7468 м                          | 5645 м                   | 7468 м                       |

### Озброєння
- Mk.I, Mk.III:
  - 8 × 7,7 мм кулемети Browning М1919 (в деяких 10 кулеметів)
- Mk.II:
  - 9 × 7,7 мм кулемети Browning М1919
- Mk.VII, Mk.X:
  - 6 × 7,7 мм кулемети Browning М1919
  - 2 × 12,7 мм кулемети

### Відео
- Відео польоту в кабіні пілота Ланкастера (жовтень 2010) [Архівовано 23 жовтня 2014 у Wayback Machine.]
- Запуск двигуна Ланкастера «Just Jane»[недоступне посилання з лютого 2019]
- Відео з Ланкастера в польоті над дамбами, присвяченому 65 річниці бомбування дамб [Архівовано 5 березня 2012 у Wayback Machine.]